# Óscar Isaula
Óscar Ovidio Isaula Arguijo (ur. 9 października 1982 w Tegucigalpie) – gwatemalski piłkarz pochodzenia honduraskiego grający na pozycji napastnika.

## Kariera klubowa
W swojej karierze piłkarskiej Isaula grał między innymi w takich klubach jak: Deportivo Marquense, Deportivo Malacateco, Deportivo Petapa, Aurora FC i CD Zacapa. W 2010 roku ponownie został zawodnikiem Deportivo Malacateco.

## Kariera reprezentacyjna
W reprezentacji Gwatemali Isaula zadebiutował 2 czerwca 2011 roku w przegranym 0:2 towarzyskim meczu z Wenezuelą. W 2011 roku został powołany do kadry na Złoty Puchar CONCACAF 2011.